# Limaformosa capensis
Limaformosa capensis – gatunek węża z rodziny Lamprophiidae. Występuje na terenie Afryki Południowej i Wschodniej (na północ po Tanzanię).
Jako podgatunki Limaformosa capensis do niedawna uznawano podniesione do rangi gatunku taksony:
- Limaformosa savorgnani
- Limaformosa chanleri (syn. unicolor).

Osobniki tego gatunku osiągają zwykle rozmiary od 100 do 150 centymetrów. Najdłuższa zanotowana samica mierzyła 161,2 centymetra od czubka pyska do kloaki, samiec 122 centymetry. Węże te cechują się trójkątnym kształtem ciała w przekroju oraz bardzo płaską głową. Ciało w kolorze szarym lub szaro-brązowym, czasami w odcieniach od ciemnooliwkowego do purpurowo-brązowego. Wzdłuż całego grzbietu biegnie biały pasek. Brzuch jest kremowo-biały. Przestrzenie pomiędzy łuskami są w kolorze różowo-purpurowym.
Podstawą ich diety są żaby oraz inne węże. Polują również na gatunki jadowite jak kobry, na których jad są odporne.
Samica składa w lecie 5 do 13 względnie dużych jaj o wymiarach 47–55 milimetrów długości, 20–31 milimetrów szerokości. Młode węże wykluwają się po 90–100 dniach i mierzą 39 do 42 centymetrów.